# Webera macleai
Webera macleai là một loài rêu trong họ Bryaceae. Loài này được Rehmann ex Sim mô tả khoa học đầu tiên năm 1926.